# Montongbaan
Montongbaan is een bestuurslaag in het regentschap Oost-Lombok van de provincie West-Nusa Tenggara, Indonesië. Montongbaan telt 5450 inwoners (volkstelling 2010).